# Stanwell Moor
Stanwell Moor är en by i unparished area Staines, i distriktet Spelthorne, i grevskapet Surrey, i England. Byn är belägen 14 km från Esher. Byn hade 1 431 invånare år 2021.